# نهر كروكوت
نهر كروكوت هو نهر يتدفق في جاكرتا وينشأ في منطقة بوكور. في الماضي كان النهر نظيفًا وكان أحد مناطق الجذب السياحي خلال إدارة جزر الهند الشرقية الهولندية، ولكن بسبب كثافة المساكن على الضفاف وقلة الصيانة، تحولت المياه إلى الظلام وامتلأت بالقمامة، مما تسبب في حدوث فيضانات روتينية في مواسم الأمطار.

## الهيدرولوجيا
يبلغ طول نهر كروكوت 31.39 31.39 كيلومتر (19.50 ميل)، مع منطقة مستجمعات المياه (الأندونيسية: Daerah Pengaliran Sungai) تبلغ 84.99 كيلومتر مربع.  متوسط هطول الأمطار اليومي هو 129 مم، مع ذروة التفريغ عند 135 متر مكعب.

## جغرافية
يتدفق النهر في المنطقة الشمالية الغربية من جاوة مع مناخ الغابات المطيرة الاستوائية في الغالب (المعينة باسم Af في تصنيف مناخ كوبن-جيجر).  يبلغ المعدل السنوي لدرجات الحرارة في المنطقة 27 درجة مئوية. أحر الشهر هو آذار / مارس، عندما يكون متوسط درجة الحرارة حوالي 30 درجة مئوية، والبرد في مايو عند 26 درجة مئوية. متوسط هطول الأمطار السنوي هو 3674 مم. أكثر الشهور أمطارًا هو ديسمبر، بمتوسط 456 درجة ملم هطول الأمطار، والأكثر جفافا هو سبتمبر / أيلول مع 87 درجة مم هطول الأمطار.

## تطبيع
بدأ تطبيع نهر كروكوت في عهد الحاكم علي صادقين، 1966-1977، ليشمل تقويم التدفق، وقطع الانحناءات النهرية الإشكالية، وإزالة جزر الترسيب الصغيرة في الجدول. كان هذا المشروع جزءًا من إستراتيجية معالجة الفيضانات، والتي تضمنت إبعاد حوالي 8000 شخص من المساكن الواقعة على ضفاف نهر كالي كروكوت شيدنغ قناة (كومباس، 21 فبراير 1971). 
في عام 2010، أمرت الحكومة بحفر النهر، وإزالة 1000 متر مكعب من الطين على امتداد 1.1 كم. وقد ترافق ذلك مع تنظيف المصارف المسدودة وتثقيف السكان المحليين حول الصرف الصحي وصيانة الأنهار. تعهدت حكومة جاكرتا أيضًا بإخلاء المنازل الفخمة التي احتلت بشكل غير قانوني المساحة الخضراء المفتوحة المحددة على طول ضفاف نهر كروكوت، والتي كانت سببًا في الفيضانات الغزيرة في كيمانج والمناطق المحيطة بها في أغسطس 2016. وافادت الانباء ان عرض نهر كروكوت انخفض من 20 مترا إلى 4-5 متر فقط بسبب المبانى غير القانونية. 
حتى عام 2017، تم تطبيع النهر من قبل BBWSCC من جسر رينغاس إلى جالان كيبالين الخامس في كونينجان. 